# Cornelius van Zyl
Pour les articles homonymes, voir van Zyl.
Pas d'image ? Cliquez ici

a Compétitions nationales et continentales officielles uniquement.

b Matchs officiels uniquement.
Dernière mise à jour le 5 juin 2020.
Casparus Cornelius van Zyl, né le 27 janvier 1979 à Nelspruit, est un joueur de rugby à XV sud-africain, international italien, évoluant au poste de deuxième ligne. Il joue actuellement avec le Free State Cheetahs en Afrique du Sud après avoir passé huit saisons au Benetton Rugby Trévise dans la Pro12.

## Biographie

### En club
Cornelius van Zyl commence sa carrière professionnelle en 2003 avec les Rotherham Titans avant de partir jouer en Afrique du Sud avec les Cheetahs en Super 14 et les Free State Cheetahs en Currie Cup. Il évolue de 2007 à 2015 avec le Benetton Trévise en Pro12. En 2015, il retourne jouer pour les Free State Cheetahs

### En équipe nationale
International avec l'équipe d'Italie, il joue son premier match le 13 août 2011 contre le Japon à Cesena en match de préparation à la Coupe du monde. Il dispute quatre matchs lors du mondial en Nouvelle-Zélande et est appelé dans la liste des joueurs disputant le Tournoi des six nations 2012.